# Bedřich Chorinský
Bedřich Karel Chorinský z Ledské, též Friedrich Chorinský (5. dubna 1802, Veselí nad Moravou – 6. listopadu 1861, Benátky), byl česko-rakouský šlechtic z rodu Chorinských z Ledské a politik z Moravy; poslanec Moravského zemského sněmu.

## Biografie

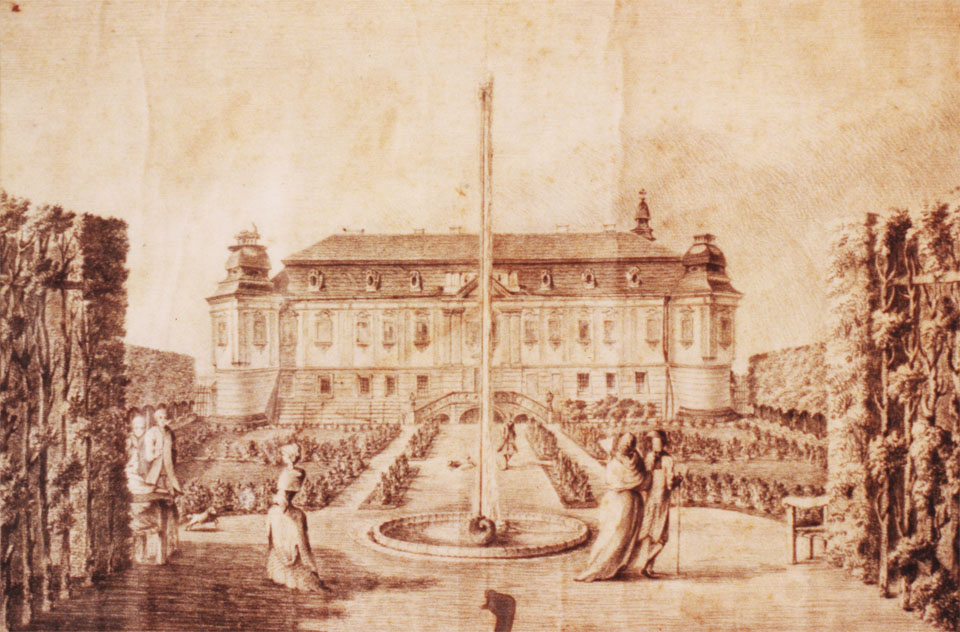
Zámek Veselí nad Moravou

Narodil se jako syn Františka Kajetána z hraběcího rodu Chorinských z Ledské a majitelem rodového panství Skalička u Zábřehu, ke kterému patřil malý zámek a pivovar. Hlavním sídlem rodu bylo Veselí nad Moravou.
14. února 1833 se ve Vídni oženil s uherskou šlechtičnou Marií Terezií Esterházyovou z Galanty.
Bedřich Karel se zapojil se také do vysoké politiky. Už během revolučního roku 1848 byl v zemských volbách téhož roku zvolen do Moravského zemského sněmu, kde zastupoval kurii virilistů a velkostatků. Do politiky se opět vrátil po obnovení ústavního systému vlády. V zemských volbách 1861 se opět stal poslancem Moravského zemského sněmu, za kurii velkostatkářskou, II. sbor. Patřil mezi konzervativní velkostatkáře.
Poslancem však byl jen krátce, neboť 6. listopadu téhož roku v Benátkách zemřel. Jeho ostatky byly následně převezeny do Vídně a odtud dopraveny do Bzence.